# 1810 в Україні

## Особи

### Народились
- 14 січня, Авраам Бер Готлобер (1810—1899) — єврейський поет, історик і журналіст.
- 26 січня, Антін Добрянський (1810—1877) — священик УГКЦ, педагог, краєзнавець, історик, освітній діяч. Посол Галицького сейму (1861—1866) та Райхстаґу Австрійської імперії (1848—1849, 1861—1866).
- 26 січня, Соколов Григорій Іванович (1810—1852) — літератор, перекладач, дослідник історії, пам'яток Південної України.
- 9 березня, Савич Олексій Миколайович (1810—1883) — астроном, геодезист і математик.
- 14 квітня, Заячківський Йосип (1810—1894) — український греко-католицький священик і громадський діяч, довголітній парох с. Лоп'янка. Один із засновників «Просвіти».
- 26 червня, Тарновський Василь Васильович (старший) (1810—1866) — український етнограф, історик права, громадський діяч.
- 23 травня, Кир'яков Михайло Михайлович (1810—1839) — історик-аматор, публіцист, один із засновників Імператорського Одеського товариства історії і старожитностей.
- 1 липня, Юліуш Струтинський (1810—1878) — польський письменник, поет доби романтизму. Один із яскравих представників «української школи».
- 28 липня, Мокрицький Аполлон Миколайович (1810—1870) — український живописець і педагог.
- 10 жовтня, Іванов Микола Кузьмич (1810—1880) — український оперний співак, тенор.
- 12 жовтня, Томаш Оскар Сосновський (1810—1886) — польський скульптор, представник академізму.
- 5 листопада, Францішек Смолька (1810—1899) — польський політик, правник, президент австрійської Державної ради (парламенту) у 1880-х рр.
- 20 листопада, Гнатевич Модест (1810—1865) — священик-василіянин, педагог, дослідник історичного минулого.
- 6 грудня, Спиридон (Литвинович) (1810—1869) — єпископ Української греко-католицької церкви; з 5 травня 1864 року — митрополит Галицький та архієпископ Львівський — настоятель УГКЦ.
- 17 грудня, Яновський Амвросій Васильович (1810—1884) — галицький педагог і політичний діяч. 1864—1868 — інспектор ґімназій Галичини. Довголітній посол до Галицького сейму (1861—1882) й австрійського райхсрату (1873—1879).
- Думенко Лука Павлович (1810—1880) — чернігівський кобзар.
- Крендовський Євграф Федорович (1810 — 1870-ті) — український художник-портретист, жанрист, майстер інтер'єру.
- Левицький Йосип Петрович (1810—1863) — греко-католицький священик, поет, письменник і музикант, громадсько-політичний діяч. Один із засновників «Галицько-руської матиці».
- Люценко Юхим Юхимович (1810—1891) — український археолог, поет, надвірний радник.
- Леопольд Немировський (1810—1883) — учасник польського визвольного повстання 1830—1831 років, член таємного товариства «Співдружність польського народу» в 1830-х роках.
- Песке Олександр Іванович (1810—1888) — російський архітектор, академік архітектури.
- Вінцент Равський (старший) (1810—1876) — львівський архітектор.
- Трещаківський Лев (1810—1874) — галицький громадський діяч, греко-католицький священик, діяч Головної Руської Ради, учасник Собору руських учених 1848 року, член-засновник «Галицької-Руської Матиці».

### Померли
- 16 жовтня, Нахман із Брацлава (1772—1810) — засновник брацлавського (бресловського) хасидизму.
- 4 листопада, Соколовський Микита (1769—1810) — український письменник і культурно-освітній діяч.
- 24 листопада, Юзеф Чех (1762—1810) — польський вчений-математик, освітній діяч. Перший директор Волинської гімназії в Крем'янці з часу її відкриття.
- 25 грудня, Голубовський Захарій (1736—1810) — український живописець, один із визначних майстрів українського бароко.
- Леві Іцхак з Бердичева (1740—1810) — один з найбільших хасидських цадиків кінця XVIII — початку XIX століть, який отримав при житті популярність як Бердичівський раббі.
- Юхим Митюк (1732—1810) — діяч київського магістрату, 2-й голова міської думи Києва в 1787—1790 роках.
- Туманський Федір Йосипович (1757—1810) — історик, етнограф і громадський діяч, член Королівського Пруського Німецького Товариства.

## Засновані, створені
- Тернопільський край
- Одеський національний академічний театр опери та балету
- Дюківський парк (Одеса)
- Палац Бадені (Буськ)
- Корецький монастир
- Успенський старообрядницький чоловічий монастир
- Церква святого архістратига Михаїла (Гущанки)
- Церква Пресвятої Трійці (Жовтневе)
- Миколаївська церква в Кодаках
- Петриківська загальноосвітня школа (Петриківський район, Дніпропетровська область)
- Палац-Садиба Курісів
- Костел-усипальниця Підгорських
- Архангельське (смт)
- Вільнянка (Оріхівський район)
- Володимирівка (Казанківський район)
- Дементіївка
- Євдокіївка (Будьоннівський район)
- Єгорівка (Роздільнянський район)
- Зносичі
- Калуга (Березнегуватський район)
- Коржова Слобода
- Нова Маячка
- Новий Буг
- Новопетриківка
- Холодівка (Тульчинський район)